# Glattbach
Glattbach est une commune allemande de Bavière, située dans l'arrondissement d'Aschaffenbourg et le district de Basse-Franconie.

## Géographie

Situation de Glattbach dans l'arrondissement d'Aschaffenbourg

Glattbach est située à 5 km au nord d'Aschaffenbourg, dans les contreforts occidentaux du massif du Spessart. La commune est constituée du seul village de Glattbach.
Communes limitrophes (en commençant par le nord et dans le sens des aiguilles d'une montre) : Johannesberg, Goldbach et la ville d'Aschaffenbourg.

## Histoire
Glattbach est mentionné pour la première fois dans l'histoire au XIIe siècle sous le nom de Gladebach.
Étant situé dans une vallée sans issue, le village a été assez isolé mais la proximité de la ville d'Aschaffenbourg ne l'a empêché de subir de nombreuses destructions pendant la Guerre de Trente Ans.
Le village a également été bombardé pendant la Seconde Guerre mondiale. Reconstruit ensuite, il a donc un aspect moderne et abrite de nombreux banlieusards d'Aschaffenbourg.

## Démographie
| 1910 | 1933  | 1939  | 2003  | 2010  |
| ---- | ----- | ----- | ----- | ----- |
| 956  | 1 241 | 1 398 | 3 520 | 3 595 |

## Jumelage
Glattbach est jumelée avec :
- Bretteville-sur-Odon (France) depuis 1987, dans le département du Calvados en Basse-Normandie.